# Gheorghe Suciu
Gheorghe Suciu (* 8. April 1945) ist ein ehemaliger rumänischer Radrennfahrer und nationaler Meister im Radsport.

## Sportliche Laufbahn
Suciu gewann 1966 die Rumänien-Rundfahrt vor Ion Cosma. 1968 holte er dort einen Etappensieg. Einen nationalen Meistertitel konnte er 1965 im Querfeldeinrennen gewinnen, 1966 wurde er Vize-Meister hinter Petr Simion, 1967 wurde er Zweiter hinter Constantin Grigore. An der Internationalen Friedensfahrt nahm Ciocan zweimal teil, 1966 wurde er 63. und 1967 schied er aus.